# وارنتون (آلاباما)
وارنتون (به انگلیسی: Warrenton) یک منطقهٔ مسکونی در ایالات متحده آمریکا است که در شهرستان مارشال، آلاباما واقع شده‌است. وارنتون ۱۸۸٫۹۸ متر بالاتر از سطح دریا واقع شده‌است.